# Tàngara de brolla
La tàngara de brolla (Stilpnia vitriolina) és un ocell de la família dels tràupids (Thraupidae).

## Hàbitat i distribució
Habita zones àrides amb matolls, bosc obert, clars i ciutats als turons i muntanyes, a l'oest i centre de Colòmbia i nord-oest de l'Equador.